# Mesopristes
Mesopristes é um género de peixe da família Terapontidae.
Este género contém as seguintes espécies:
- Mesopristes elongatus